# Ataque con vehículo de Melbourne de 2017
El día 20 de enero de 2017, alrededor de la 13:30 horario local un viernes transcurrido, un coche atropelló deliberadamente a los peatones que caminaban a través de la Calle Bourke en el distrito central de negocios de Melbourne, en el Estado de Victoria, Australia. Seis personas fallecieron a consecuencia del atropello y 27 fueron gravemente heridas. El conductor del vehículo, James Gargasoulas, fue consumidor habitual de metanfetamina durante años, práctica que acabó induciéndole psicosis y posteriormente acabó desarrollando esquizofrenia paranoide. Gargasoulas fue condenado como culpable de seis asesinatos y fue condenado a cadena perpetua sin libertad condicional por un periodo de 46 años.
En los días antes del ataque, Gargasoulas realizó publicaciones en Facebook sobre «religión, Dios, Satanás, el Cielo y el Infierno», que los escritores de "The Age" describieron como «incoherentes y a menudo absurdos». Según Daily Express y TornosNews.gr, el hombre es ciudadano australiano de origen greco-tongano.
El padre de Gargasoulas le dijo a Seven News que «él no es el Jimmy que conocía».
La policía informó que el perpetrador «no está relacionado con el terrorismo, Ha estado llamando nuestra atención más recientemente, en los últimos días, en relación con los asaltos, los asaltos relacionados con la violencia familiar». El perpetrador presuntamente había apuñalado a su hermano menor por ser homosexual.
Durante las apariciones en el Tribunal de Magistrados de Melbourne en abril y mayo de 2017, Gargasoulas hizo afirmaciones que incluían que «la fe musulmana es la fe correcta según el mundo entero», «yo soy el salvador», «estaba bajo estrés extremo, lo que me causó tener un colapso mental».